# Cyrtauchenius artifex
Cyrtauchenius artifex là một loài nhện trong họ Cyrtaucheniidae. Loài này phân bố ờ Algerije.